# ألان مكمان
ألان مكمان (بالإنجليزية: Allan McMahon)‏ هو لاعب دوري الرغبي أسترالي، ولد في 9 أغسطس 1954، وتوفي في 24 مايو 2003 في ولونغونغ في أستراليا.